# Günther Herbig
Günther Herbig est un chef d'orchestre allemand, né le 30 novembre 1931 à Aussig, République tchécoslovaque (aujourd'hui Ústí nad Labem, République tchèque).

## Biographie
Il commence ses études musicales en Europe centrale, où il étudie avec Hermann Abendroth, Hermann Scherchen et Herbert von Karajan, puis commence sa carrière de chef aux opéras de Weimar et Potsdam. En 1972, il est nommé Directeur musical de l'Orchestre philharmonique de Dresde et occupe le même poste au Berliner Sinfonie-Orchester à Berlin-Est de 1977 à 1983.
Se rapprochant de l'Europe occidentale, il devient en 1982 premier chef invité de l'Orchestre philharmonique de la BBC, avant de d'être invité à diriger les plus grandes formations comme l'Orchestre symphonique de Londres, l'Orchestre philharmonique royal, l'Orchestre de Paris, l'Orchestre de la Suisse romande, l'Orchestre de la Résidence de La Haye et la Philharmonie d'Israël.
Avant d'émigrer définitivement aux États-Unis en 1984, il dirige en tant que chef invité principal l'Orchestre symphonique de Dallas dès 1979. Nommé à la tête de l'Orchestre symphonique de Detroit en 1984, il entreprend des tournées à travers les États-Unis, puis en Europe (en 1989). En 1991, il dirige l'Orchestre symphonique de Toronto en Europe, aux États-Unis, en Asie et en Australie.

## Répertoire
Les enregistrements les plus fameux de Günther Herbig ont été réalisés avec des orchestres d'Allemagne de l'Est, notamment les symphonies de Haydn, Brahms, Schubert et surtout Mahler.